# Pinkin de Corozal
Le Pinkin de Corozal sono una franchigia pallavolistiche femminile di Porto Rico, con sede a Corozal: militano nella Liga de Voleibol Superior Femenino.

## Storia
Le Pinkin de Corozal nascono nel 1968, anno in cui nasce anche la Liga de Voleibol Superior Femenino. Prendono così subito parte al massimo campionato portoricano, con ben quindici successi delle prime diciassette edizioni della LVSF, di cui otto consecutive tra il 1968 ed il 1975.
Dopo più di venti stagioni anonime, nel 2008 arriva la vittoria del sedicesimo scudetto. Un anno dopo giocano nuovamente la finale di LVSF, perdendo con le Llaneras de Toa Baja: le due franchigie si ritrovano nuovamente in finale nella LVSF 2010, in cui le Pinkin conquistano il diciassettesimo scudetto della propria storia. 
Nel 2013 disputano per l'ultima volta la LVSF, dopo la quale chiedono dispensa amministrativa e restano inattive, scomparendo ufficialmente dal panorama pallavolistico portoricano nel 2016. Nel settembre 2019 vengono rifondate grazie all'intervento dell'ex pallavolista Lilibeth Rojas, che assume il ruolo di presidente, e tornano a giocare nella Liga de Voleibol Superior Femenino 2020: due anni dopo conquistano il diciottesimo scudetto della propria storia al termine della Liga de Voleibol Superior Femenino 2022 e il diciannovesimo nel 2023.

## Rosa 2024
| N° | Nome               | Ruolo | Data di nascita   | Nazionalità sportiva |
| -- | ------------------ | ----- | ----------------- | -------------------- |
| 1  | Daly Santana       | S     | 19 febbraio 1995  | Porto Rico           |
| 2  | Isabella Bergmark  | C     | 5 settembre 2000  | Stati Uniti          |
| 3  | Alexandra Rivera   | L     | 18 febbraio 1993  | Porto Rico           |
| 4  | Jennymar Santiago  | P     | 28 luglio 1994    | Porto Rico           |
| 5  | Adriana Rodríguez  | C     | 25 maggio 2002    | Porto Rico           |
| 6  | Yanlis Féliz       | O     | 6 giugno 2000     | Rep. Dominicana      |
| 9  | Karelys Otero      | L     | 17 settembre 1999 | Porto Rico           |
| 10 | Seliann Concepción | S     | 2 febbraio 2000   | Porto Rico           |
| 12 | Julianna Askew     | P     | 23 agosto 2001    | Porto Rico           |
| 13 | Saraí Álvarez      | O     | 3 aprile 1986     | Porto Rico           |
| 14 | Kendra Rosario     | S     | 28 settembre 2000 | Porto Rico           |
| 17 | Génesis Castillo   | C     | 7 marzo 1994      | Porto Rico           |
| 19 | Emma Clothier      | C     | 19 gennaio 2001   | Stati Uniti          |

## Palmarès
- Campionato portoricano: 19

1968, 1969, 1970, 1971, 1972, 1973, 1974, 1975, 1977, 1979,
1980, 1981, 1982, 1983, 1984, 2008, 2010, 2022, 2023